# Novodvinsk
Huyện Novodvinsk (tiếng Nga: ? райо́н) là một huyện hành chính tự quản (raion), của Tỉnh Arkhangelsk, Nga. Huyện có diện tích 7 km², dân số thời điểm ngày 1 tháng 1 năm 2000 là 49000 người. Trung tâm của huyện đóng ở Novodvinsk.